# Tambohorano
Tambohorano è una città e comune del Madagascar situata nel distretto di Maintirano, regione di Melaky. 
La popolazione del comune rilevata nel censimento 2001 era pari a 8 000 unità.